# Commequiers
Commequiers település Franciaországban, Vendée megyében. Lakosainak száma 3708 fő (2022. január 1.). Commequiers Apremont, Challans, Coëx, Le Fenouiller, Notre-Dame-de-Riez, Saint-Christophe-du-Ligneron, Saint-Maixent-sur-Vie és Soullans községekkel határos.

## Népesség
A település népességének változása:
| Lakosok száma | 3238 | 3407 | 3493 | 3505 | 3554 | 3605 | 3657 | 3669 | 3708 |
|               | 2013 | 2015 | 2016 | 2017 | 2018 | 2019 | 2020 | 2021 | 2022 |